# Fofoca

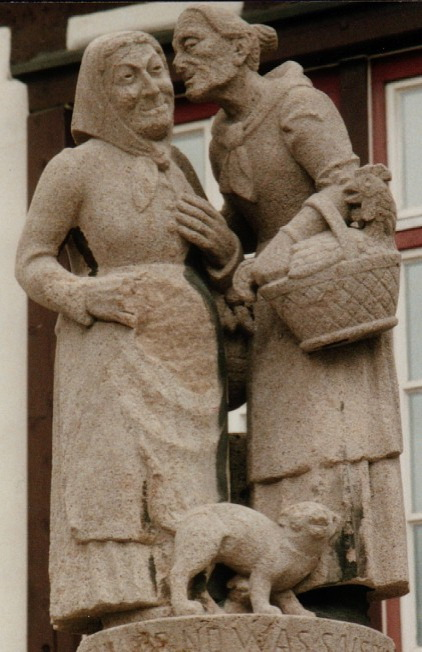
Escultura retratando duas senhoras fofocando na parte velha da cidade de Sindelfingen, na Alemanha. Historicamente, a fofoca está ligada à imagem das mulheres e das pequenas cidades, como é o caso de Sindelfingen.

A fofoca (português brasileiro) ou mexerico (português europeu) consiste não somente no ato de fazer afirmações não baseadas em fatos concretos, especulando em relação à vida alheia mas também em divulgar fatos da vida de outras pessoas sem o consentimento das mesmas, independente da intenção de difamação ou de um simples comentário sem fins malignos.
Presente ao longo de toda a História, tal ato é frequentemente ligado à imagem das mulheres.
O historiador Bernard Capp, da Universidade de Warwick, no Reino Unido, afirma que "A rainha inglesa Elizabeth I, por exemplo, foi intenso alvo de fofocas entre 1560 e 1570. (...) Ela tem um caso ? Está grávida ? Teve um filho ilegítimo ? Boatos assim eram muito comuns entre os ingleses".

## Fofoca e os gêneros
Embora associado a um hábito feminino, estatisticamente os homens são mais fofoqueiros. A Social Issues Research Centre, um centro de pesquisas de Londres, entrevistou 1.000 donos de telefones celulares com o intuito de saber qual era o teor das conversas. Destes, 33% dos homens eram fofoqueiros habituais, contra apenas 26% das mulheres.
Em termos de conteúdo, pesquisa recente revelou apenas uma diferença significativa entre a fofoca masculina e feminina: os homens gastam muito mais tempo falando de si mesmos. Do tempo total dedicado à conversa sobre as relações sociais, os homens gastam dois terços falando sobre suas próprias relações, enquanto as mulheres só falam de si mesmos de um terço do tempo.
Curiosamente, muitos dos participantes do sexo masculino desta pesquisa inicialmente alegaram que não fofocavam, enquanto quase a totalidade das mulheres prontamente admitiam fazer fofoca. Em novo interrogatório, no entanto, a diferença parece ser mais uma questão de semântica do que material: o que as mulheres estavam felizes de chamar de "fofocas", os homens definiam como "troca de informações". Um participante do sexo masculino, de forma mais honesta, confidenciou: "Nós não gostamos de chamar de fofoca, porque soa trivial - como se você não tivesse nada melhor para fazer."